# Bernard Nežmah
Bernard Nežmah, slovenski sociolog, novinar, pisatelj in politični analitik, * 1961, Ljubljana.

## Izobrazba
Nežmah je diplomiral leta 1984 na ljubljanski Filozofski fakulteti, z nalogo Teorija dramskega konflikta, v letih 1987/88 bil na podiplomski specializaciji iz splošne lingvistike in medkulturne komunikacije na univerzi v Goeteborgu, leta 1990 magistriral z nalogo Sociološki aspekti logosa, leta 1995 pa doktoriral z disertacijo Sociološki aspekti verbalnih konfliktnih komunikacij na Filozofski fakulteti v Ljubljani.

## Kariera
Nežmah predava novinarske žanre, publicistiko in zgodovino novinarstva na Fakulteti za uporabne in družbene študije v Novi Gorici.  
Bil urednik na Radiu Študent ter glavni urednik, novinar in kolumnist tednika Mladina ter sodelavec Inštituta Nove revije. Kot komentator deloval na RTV Slovenija, v oddaji Faktor na TV3 Slovenija ter v oddaji Ura moči na Planet TV, kjer je redno komentiral aktualno politično dogajanje.

## Dela
Znanstvene monografije
Kletvice in psovke, Ljubljana, 1997 
Kletvice in psovke, 2. dop. izdaja, Ljubljana, 2011
Časopisna zgodovina novinarstva, Ljubljana, 2012 
Fragmenti o novinarskem pisanju, Ljubljana, 2019
Neznani Jurčič - magični žurnalist, Ljubljana, 2024
Znanstveni članki
- Esej o zgodovini izražanja v množičnih medijih v osemdesetih. V: JANČAR, Drago (ur.). Temna stran meseca : kratka zgodovina totalitarizma v Sloveniji 1945-1990 : zbornik člankov in dokumentov. Ljubljana: Nova revija, 1998, str. 365-374. ISBN 961-6017-73-X.
- The consequences of Yugoslav wars on the occurrence of swearwords in the mass media. Maledicta, 1996, 12, str. 115-118.
- Holding Politicians' : Feet to the Fire in Slovenia. V: ATKINS, Joseph B. (ur.). The mission : journalism, ethics and the world, (International topics in media). 1st ed. Ames, Iowa: Iowa State University Press, 2002, str.111-119. ISBN 0-8138-2188-6.
- Ryszard Kapuscinski : the Empathetic Existentialist. V: ATKINS, Joseph B. (ur.). The mission : journalism, ethics and the world, (International topics in media). 1st ed. Ames, Iowa: Iowa State University Press, 2002, str.217-226. ISBN 0-8138-2188-6.
- Globalisation and media. V: JUHANT, Janez, ŽALEC, Bojan (ur.) Surviving Globalisation: The Uneasy Gift of Interdependence. Lit Verlag, Berlin 2008, str. 223-230.
- What is the Position of Humanities in Mass Media? V: Ur. Miladinović Zalaznik, Mira in Komel, Dean. Freiheit und Gerechtigkeit als Herausforderung der Humanwissenschaften, Peter Lang, Bern, Berlin, Bruxelles, 2018, str. 315-324.
- Oktobrska revolucija kot levi fašizem : od lomljenja kapitalistov do lomljenja umetnikov. Monitor ISH : revija za humanistične in družbene znanosti, ISSN 1580-688X. [Tiskana izd.], 2018, 20, [št.] 1, str. 179-196.
- Oktobrska revolucija med mitom in realnostjo. Studia Historica Slovenica : časopis za humanistične in družboslovne študije, ISSN 1580-8122. [Tiskana izd.], 2020, letn. 20, št. 1, str. 119-141.
- Goli spomin na Goli otok. V: ERZETIČ, Manca (ur.). Goli otok po sedemdesetih letih, (Humanistična zbirka INR). Ljubljana: Inštitut Nove revije. 2021, str. 137-157.
- Bleiweis med Vodnikom in Jurčičem: tri etape slovenskega novinarstva. V: STANONIK, Marija (ur.), et al. Janez Bleiweis, Novice in modernizacija slovenske družbe. Ljubljana: Slovenska akademija znanosti in umetnosti, 2021, str. 111-124.
- Josip Jurčič kot urednik in časnikar Slovenskega naroda. V: PERENIČ, Urška in ZAJC, Neža (ur). Josip Jurčič (1844-1881) literarno in kulturnozgodovinski portret. Ljubljana: Založba ZRC, 2023, str. 87-108.
- Izpuhteli vpliv Kapuścińskega na slovensko novinarstvo. V: GAWLAK, Monika (ur.), et al. Polsko-słoweński dialog międzykulturowy = Slovensko-poljski medkulturni dialog. Wyd. 1. Katowice: Wydawnictwo Uniwersytetu Śląskiego, 2023. Str. 99-111. Biblioteka Przekładów Literatur słowiańskich. ISBN 978-83-226-4353-2
- Kako je poročanje o protiturški vstaji v Bosni in Hercegovini 1875–1876 oblikovalo osrednje slovenske časopise: Novice, Slovenca in Slovenski narod. Elektronski vir : Studia Historica Slovenica : časopis za humanistične in družboslovne študije. [Spletna izd.]. 2024, letn. 24, št. 2, str. 323-357, ilustr. ISSN 2591-2194.
- Breaking taboos : a case of Mladina. V: GÖRTSCHACHER, Wolfgang (ur.). LITMAG : East European Literary Magazines 1945-2004 : testing the boundaries and paving the way to democratization. Ljubljana: Beletrina, 2024. Str. 59-88. ISBN 978-961-298-147-1.

Strokovne monografije
Zrcala komunizma, Ljubljana, 2007;
Jelcinova Rusija, Ljubljana, 1997
Ekosofi, Ljubljana, 2009
Pogovori z Merkujem, Trst, 2014

## Nagrade
V letih 1997 in 2007 je prejel Nagrado sklada Josipa Jurčiča za izstopajoče publicistično delo, leta 2012 pa priznanje za Izjemni znanstveni dosežek 2012 (za knjigo Časopisna zgodovina novinarstva), ARSS, Slovenija.  